# Queen Victoria (ort i Mauritius)
Queen Victoria är en ort i Mauritius.   Den ligger i distriktet Flacq, i den västra delen av landet, 23 km öster om huvudstaden Port Louis. Queen Victoria ligger 129 meter över havet och antalet invånare är 3 025. Den ligger på ön Mauritius.
Terrängen runt Queen Victoria är platt österut, men västerut är den kuperad. Runt Queen Victoria är det tätbefolkat, med 530 invånare per kvadratkilometer. Närmaste större samhälle är Centre de Flacq, 3,4 km norr om Queen Victoria. Omgivningarna runt Queen Victoria är en mosaik av jordbruksmark och naturlig växtlighet.